# Patois

Carte des langues et dialectes historiques de France.

Le terme de patois est utilisé en Belgique, en France, en Italie et en Suisse, rarement au Canada, pour désigner indifféremment toute langue minoritaire ou dialecte local, dans certains contextes[évasif] et parfois avec une connotation dépréciative.  En Jamaïque et au Costa Rica, le mot s'applique à certains créoles des Caraïbes,.
Les patois sont généralement des parlers romans, ayant pour ancêtre commun le latin de l'Empire romain, et relevant de Langues romanes ultérieures : langue d'oïl dans la moitié nord de la France, langue d'oc dans le Midi de la France, francoprovençal ou arpitan, ou encore parlers gallo-italiques. Le mot « patois » est aussi utilisé pour désigner les langues alsacienne, bretonne, catalane, occitane, basque et corse, sans que leurs locuteurs spécifiques emploient ce terme péjoratif. Les Alsaciens utilisent le terme spécifique « dialecte » pour désigner leur langue et les Catalans de France les termes « roussillonnais » ou plus rarement « catalan septentrional » pour désigner le catalan parlé au nord des Pyrénées.
L'abbé Grégoire a lutté contre tous les parlers de France autres que le français parisien : Les gouvernements ignorent ou ne sentent pas assez combien l'anéantissement des patois importe à l'expansion des lumières
.

## Un terme diversement accepté en linguistique
En linguistique (et notamment en sociolinguistique), le mot « patois » est généralement évité, du fait de la connotation dépréciative que ce mot véhicule au nom d'une hiérarchie implicite entre les « langues » (sous-entendu dignes d'être nommées ainsi) et les « parlers locaux et limités » supposés indignes de recevoir la « noble » appellation de « langue ». Certains linguistes préfèrent ainsi parler de « langues » et de leurs variétés locales que sont les « dialectes », les « sous-dialectes » et, à très petite échelle, les « parlers », et d'une manière générale d'idiomes. Néanmoins, il existe des linguistes, souvent spécialisés en dialectologie, qui utilisent le terme « patois » pour désigner un parler local. Ainsi, une des plus grandes entreprises scientifiques de description de dialectes romans, le Glossaire des patois de la Suisse romande, n'hésite pas à afficher ce mot dans son titre. De même, Henriette Walter ne condamne-t-elle pas l'utilisation du terme : 

« Le terme de patois en est arrivé progressivement à évoquer dans l'esprit des gens l'idée trop souvent répétée d'un langage rudimentaire […]. Nous voilà loin de la définition des linguistes, pour qui un patois (roman) est au départ l'une des formes prises par le latin parlé dans une région donnée, sans y attacher le moindre jugement de valeur : un patois, c'est une langue. »

La linguiste précise dans quelles conditions sont nés les patois romans : 

« Le latin parlé en Gaule […] s'est diversifié au cours des siècles en parlers différents. […] Lorsque cette diversification a été telle que le parler d'un village ne s'est plus confondu avec celui du village voisin, les linguistes parlent plus précisément de patois. Mais, à leurs yeux, il n'y a aucune hiérarchie de valeur à établir entre langue, dialecte et patois. »

Le mot patois a d'ailleurs été emprunté par d'autres langues pour désigner une forme locale de langue, mais sans la conception dépréciative que comporte socialement le terme, en France, pour certaines personnes (et selon son étymologie).
Cela dit, le cas de figure évoqué ici, la grande différence de parler entre deux villages voisins, est une représentation répandue, mais est un phénomène rare dans la réalité linguistique.
Dans sa 9e édition, le Dictionnaire de l'Académie française donne une nouvelle définition qui diffère de celle des éditions précédentes :
- 4e édition[5] : Langage rustique, grossier, comme est celui d'un paysan, ou du bas peuple.
- 8e édition[6] : Variété d'un dialecte, idiome propre à une localité rurale ou à un groupe de localités rurales.
- 9e édition[7] : Variété d’un dialecte qui n’est parlée que dans une contrée de faible étendue, le plus souvent rurale.

## La relation entre français et patois
En France, hormis dans certains contextes, le terme « patois » est dévalorisant : bien que souvent utilisé par les locuteurs des langues régionales eux-mêmes, le terme résulte en France d'une lente aliénation culturelle par laquelle les autorités voulurent faire croire aux Français parlant une langue autre que le français que leur langue n'en était pas une, qu'elle n'était qu'une déformation locale de la langue française.

Ainsi, en 1762, le Dictionnaire de l'Académie française le définit ainsi : « Langage rustique, grossier, comme est celui d'un paysan, ou du bas peuple ». Cette présentation est depuis plusieurs décennies dénoncée par la plupart des linguistes et des romanistes. Plusieurs observateurs et chercheurs estiment en effet que la désignation d'un parler en tant que patois relève d'une forme de discrimination (selon le facteur langue) ou de linguicisme (cf. liens externes), et non d'une analyse linguistique. Comme l'écrit Henriette Walter : 

« Il faut donc bien comprendre que non seulement les patois ne sont pas du français déformé, mais que le français n'est qu'un patois qui a réussi. »

Cependant, ici, il ne faut pas se tromper sur le sens du mot réussir : une langue « réussit » uniquement avec un pouvoir politique qui la soutient.
Utilisé dans la vie politique et l'éducation pour dévaloriser toutes les langues locales, surtout (mais pas seulement) celles proches du français, ce mot a été un des facteurs qui ont permis au français de devenir la langue de référence sur le territoire de la République française.

### La Révolution française
Le 14 janvier 1790, l'Assemblée constituante avait elle-même ordonné de traduire ses décrets en « dialectes vulgaires ». Pourtant, rapidement, des patriotes de la Révolution française, tels par exemple Grégoire, veulent unifier le pays en interdisant le patois, comme le montre le Rapport Grégoire, adressé à la Convention nationale et intitulé Instruction publique ; Rapport sur la nécessité et les moyens d'anéantir les patois et d'universaliser l'usage de la langue française (daté : 16 prairial an II). Selon Grégoire et son rapport, en 1789 :
« on peut assurer sans exagération qu'au moins six millions de Français, surtout dans les campagnes, ignorent la langue nationale ; qu'un nombre égal est à peu près incapable de soutenir une conversation suivie ; qu'en dernier résultat, le nombre de ceux qui la parlent n'excède pas trois millions, et probablement le nombre de ceux qui l'écrivent correctement encore moindre. 
Ainsi, avec trente patois différents, nous sommes encore, pour le langage, à la tour de Babel, tandis que, pour la liberté, nous formons l'avant-garde des nations ». Il voulait notamment « uniformer le langage d'une grande nation, de manière que tous les citoyens qui la composent puissent sans obstacle se communiquer leurs pensées », il veut remplacer les « idiomes féodaux » que sont selon lui les patois au profit du français ; « la langue de la liberté ».
De plus ajoute Grégoire,
« l'idiome est un obstacle à la propagation des lumières » ; « (…) des hommes incapables de s'énoncer, d'écrire dans la langue nationale, les droits des citoyens seront-ils bien garantis par des actes dont la rédaction présentera l'impropriété des termes, l'imprécision des idées, en un mot tous les symptômes de l'ignorance ? », sinon, poursuit-il ; « bientôt renaîtra cette aristocratie qui jadis employait le patois pour montrer son affabilité protectrice à ceux qu'on appelait insolemment les petites gens. Bientôt la société sera réinfectée de gens comme il faut ; la liberté des suffrages sera restreinte, les cabales seront plus faciles à nouer, plus difficiles à rompre, et, par le fait, entre deux classes séparées s'établira une sorte de hiérarchie. Ainsi l'ignorance de la langue compromettrait le bonheur social ou détruirait l'égalité. » Le Français est nécessaire pour « connaître les lois pour les sanctionner et leur obéir », de plus, selon lui, « Proposerez-vous de suppléer à cette ignorance par des traductions ? Alors vous multipliez les dépenses, en compliquant les rouages politiques, vous en ralentissez le mouvement : ajoutons que la majeure partie des dialectes vulgaires résistent à la traduction ou n'en promettent que d'infidèles (…) Pour extirper tous les préjugés, développer toutes les vérités, tous les talents, toutes les vertus, fondre tous les citoyens dans la masse nationale, simplifier le méchanisme et faciliter le jeu de la machine politique, il faut identité de langage », ce qui préfigure d'autres changements, Grégoire ajoutant : « Le temps amènera sans doute d'autres réformes nécessaires dans le costume, les manières et les usages. Je ne citerai que celui d'ôter le chapeau pour saluer, qui devrait être remplacé par une forme moins gênante et plus expressive (…) l'unité de l'idiome est une partie intégrante de la révolution ».''
Probablement, du fait de sa connotation dévalorisante, le terme est aujourd'hui peu employé dans la langue écrite, et l'on trouve plus couramment les termes de « langue régionale » (seulement en France), de « langue minoritaire », de « langue minorisée » ou de « langue subordonnée ».

## Étymologie
Le mot « patois » viendrait de l'ancien français patoier signifiant agiter les mains, gesticuler puis se comporter, manigancer, dérivé de patte au moyen du suffixe -oyer,,. Cette étymologie permet de comprendre en partie la connotation péjorative que comporte ce terme : on patoise quand on n'arrive plus à s'exprimer que par geste.
Selon une autre hypothèse, il pourrait dériver du latin patria (patrie), faisant ainsi référence à la dispersion locale d'un dialecte.